# Міський округ Семеновський
Міський округ Семеновський (рос. Городской округ Семёновский) - адміністративно-територіальне утворення (місто обласного значення) і муніципальне утворення зі статусом міського округу в північній частині Нижньогородської області Росії.
Адміністративний центр - місто Семенов.

## Населення
| 1939    | 1959    | 1970    | 1979    | 1989    | 2002    | 2008    |
| ------- | ------- | ------- | ------- | ------- | ------- | ------- |
| 59 184  | ↗85 996 | ↘69 416 | ↘62 134 | ↘57 996 | ↘52 947 | ↘24 433 |
| 2009    | 2010    | 2011    | 2012    | 2013    | 2014    | 2015    |
| ↘24 351 | ↗49 152 | ↘49 024 | ↘48 719 | ↘48 568 | ↘48 554 | ↘48 081 |
| 2016    | 2017    |         |         |         |         |         |
| ↗48 107 | ↘47 868 |         |         |         |         |         |